# Schatz (Familienname)
Schatz ist ein deutscher Familienname.

## Namensträger

### A
- Adelgott Schatz (1857–1943), österreichisch-italienischer Ordensgeistlicher (Benediktiner), Historiker und Bibliothekar
- Albert Schatz (Sammler) (1839–1910), deutscher Musikalienhändler und Sammler
- Albert Schatz (Mikrobiologe)  (1920–2005), amerikanischer Mikrobiologe und Wissenschaftspädagoge
- Alexandra Schatz (* 1955), deutsche Regisseurin und Filmproduzentin
- Alfred Schatz (* 1927), deutscher Physiker und Hochschullehrer
- Anton Schatz (1917–1964), Südtiroler Politiker (SVP)
- Anton Josef Schatz (1902–1968), österreichischer Politiker (NSDAP), MdR
- Arnold Schatz (1929–1998/1999), deutscher Jagd- und Tiermaler
- Avner Schatz (* 1959), israelischer Schriftsteller

### B
- Bezalel Schatz (1912–1983), israelischer Maler
- Birgit Schatz (* 1969), österreichische Politikerin
- Boris Schatz (1866–1932), Bildhauer, Maler und Lehrer
- Brian Schatz (* 1972), US-amerikanischer Politiker

### C
- Carsten Schatz (* 1970), deutscher Politiker (Die Linke)
- Christian Schatz (* 1975), österreichischer Naturbahnrodler
- Christian J. Meier-Schatz (* 1950), Schweizer Jurist und Hochschullehrer

### D
- David Schatz (1668–1750), deutscher Baumeister
- David G. Schatz (* 1958), US-amerikanischer Immunologe
- Dirk Schatz (Politiker, 1970) (* 1970), deutscher Politiker (CDU)
- Dirk Schatz (Politiker, 1978) (* 1978), deutscher Politiker (Piratenpartei)

### E
- Edgar Schatz (1924–2017), deutscher Radrennfahrer
- Ernst Schatz (1844–1887), deutscher Entomologe
- Eugen Schatz (1872–nach 1918), Arzt und Mitglied des Deutschen Reichstags

### F
- Friedhelm Schatz (* 1951), deutscher Unternehmer und Themenpark-Inhaber
- Friedrich Schatz (1841–1920), deutscher Gynäkologe und Hochschullehrer

### G
- Georg Schatz (1763–1795), deutscher Schriftsteller, Historiker und Übersetzer, siehe Georg Schaz
- Georg Schatz (Pädagoge) (1880–1957), Schweizer Pädagoge und Lehrwerkautor
- Georg Schatz (1926–2017), deutscher Jazz- und Unterhaltungsmusiker, siehe Erich Becht
- George C. Schatz (* 1949), US-amerikanischer Chemiker
- George Edward Schatz (* 1953), US-amerikanischer Botaniker
- Gottfried Schatz (1936–2015), schweizerisch-österreichischer Biochemiker
- Günter Schatz (* 1944), deutscher Physiker und Hochschullehrer
- Günther Schatz (* 1948), deutscher Sozialpädagoge und Hochschullehrer
- Gustav Adolf Schatz (1887–1960), letzter Direktor der Otavi Minen- und Eisenbahn-Gesellschaft (OMEG) in Deutsch-Südwestafrika und Sammler

### H
- Hans-Jürgen Schatz (* 1958), deutscher Schauspieler
- Heinrich Schatz (Mathematiker) (1901–1982), österreichischer Mathematiker
- Heinrich Schatz (Parasitologe) (* 1950), österreichischer Parasitologe
- Helmut Schatz (* 1937), österreichischer Mediziner
- Heribert Schatz (* 1936), deutscher Politikwissenschaftler
- Holger Schatz (* 1967), deutscher Soziologe, Themenschwerpunkt Arbeitssoziologie
- Hubert Schatz (1960–2023), österreichischer Autor, Maler, Grafiker und Naturgeist-Forscher

### J
- Jessie George Schatz (1954–1996), deutsch-amerikanischer Staff Sergeant
- Johann Schatz (1889–1956), österreichischer Gerechter unter den Völkern, siehe Johann und Maria Schatz
- Johann Jakob Schatz (1671/1691–1760), deutscher Philologe, Geograph und Bibliothekar
- Johanna Juncker-Schatz (1848–1922), Theaterschauspielerin
- Josef Schatz (Germanist) (1871–1950), österreichischer Germanist und Dialektologe
- Josef Schatz (Politiker, 1905) (1905–1993), deutscher Politiker (CSU)
- Josef Schatz (Politiker, 1920) (1920–1999), österreichischer Politiker (ÖVP)
- Julia Schatz (* 1986), deutsche Rettungsschwimmerin
- Jürgen Schatz (* 1966), deutscher Chemiker und Hochschullehrer

### K
- Kamilla Schatz (* 1968), österreichisch-schweizerische Kulturintendantin und Gründerin der Pestalozzi Schulcamps
- Klaus Schatz (* 1938), deutscher römisch-katholischer Theologe
- Klaus-Werner Schatz (1943–2016), deutscher Ökonom

### L
- Leo Schatz (1918–2014), niederländischer Künstler
- Lucrezia Meier-Schatz (* 1952), Schweizer Politikerin (CVP)

### M
- Manfred Schatz (1925–2004), deutscher Maler
- Margarete Schatz-Bolli (1919–2017), Schweizer Funkerin der Roten Kapelle, siehe Margrit Bolli
- Maria Schatz (1889–1956), österreichische Bäuerin und Gerechte unter den Völkern, siehe Johann und Maria Schatz
- Maximilian Schatz (1901–1967), österreichischer Bergbauingenieur und Mineraliensammler

### N
- Norbert Schatz (* 1957), deutscher Marineoffizier, Kommandant der Fregatte Bayern und des Segelschulschiffs Gorch Fock

### O
- Otto Rudolf Schatz (1900–1961), österreichischer Maler und Graphiker

### P
- Paul Schatz (1898–1979), deutscher Anthroposoph und Künstler
- Peer M. Schatz (* 1965), US-amerikanischer Manager
- Peter Schatz (* 1964), deutscher Fotograf

### R
- Roman Schatz (* 1960), deutscher Schriftsteller, Autor, Produzent, Regisseur, Moderator und Schauspieler
- Rudolf Schatz (1913–1991), deutscher Archivar
- Ruedi Schatz (1925–1979), Schweizer Politiker, Bankier und Bergsteiger
- Rivka Schatz Uffenheimer (1927–1992), israelische Hochschullehrerin und Wissenschaftlerin für Jüdische Mystik

### S
- Sabine Schatz (* 1978), österreichische Politikerin (SPÖ), Abgeordnete zum Nationalrat
- Silke Schatz (* 1967), deutsche Künstlerin

### T
- Thorsten Schatz (* 1968), deutscher Journalist, Musik-Historiker und Autor

### V
- Vernon Schatz (1921–2012), US-amerikanischer Computerpionier

### W
- Walter Schatz (1932–2012), deutscher Journalist
- Werner Schatz (* 1925), deutscher Politiker (CDU), MdBB
- Wilhelm Schatz (Botaniker) (1802–1867), deutscher Philologe und Botaniker
- Wilhelm Schatz (Politiker) (1846–1918), deutscher Kaufmann und Politiker
- Willi Schatz (Filmarchitekt) (1903–1976), deutsch-baltischer Filmarchitekt
- Willi Schatz (Zahnmediziner) (1905–1985), deutscher Zahnarzt und SS-Obersturmführer
- Willi Schatz (Botaniker) (1913–2008), Schweizer Botaniker
- Wolfgang Schatz (* 1960), deutscher Schauspieler und Synchronsprecher

### Z
- Zahara Schatz (1916–1999), israelische Künstlerin, Bildhauerin und Designerin